# Rulers of India
Rulers of India (Herrscher Indiens) ist eine englischsprachige biographische Buchreihe zu den Herrschern Indiens, die Ende des 19. und Anfang des 20. Jahrhunderts von William Wilson Hunter herausgegeben und in Oxford (Clarendon Press), London (Frowde) und New York (Macmillan) seit 1890 veröffentlicht wurde. Hunter selbst trug die Bände über den Marquess of Dalhousie (1890) und den Earl of Mayo (1891) zu der Reihe bei. Einen Schwerpunkt der Reihe bildeten die Herrscher von Britisch-Indien.

## Verfasser/Herrscher
(Die Angaben entsprechen nicht immer genau denen des Buchtitels.)
- 1 Vincent Arthur Smith: Asoka: The Buddhist Emperor of India[1]
- 2 Stanley Lane-Poole: Bábar[2]
- 3 H. Morse Stephens: Albuquerque[3]
- 4 George Bruce Malleson: Akbar and the Rise of the Mughal Empire[4]
- 5 Stanley Lane-Poole: Aurangzib[5]
- 6 George Bruce Malleson: Dupleix[6]
- 7 George Bruce Malleson: Lord Clive[7]
- 8 Lionel James Trotter: Warren Hastings[8]
- 9 Henry George Keene: Madhava Rao Sindhia and the Hindu Reconquest of India[9]
- 10 Walter Scott Seton-Karr: The Marquess Cornwallis[10]
- 11 Lewin Bentham Bowring: Haidar Alí and Tipú Sultán and the Struggle with the Musalmán Powers in the South[11]
- 12 William Holden Hutton: The Marquess Wellesley, K.G.[12]
- 13 John Foster George Ross-of-Bladensburg: The Marquess of Hastings, K.G.[13]
- 14 James Sutherland Cotton: Mountstuart Elphinstone[14]
- 15 John Bradshaw: Sir Thomas Munro and the British Settlement of the Madras Presidency[15]
- 16 Anne Isabella Thackeray Ritchie und Richardson Evans: Lord Amherst and the British Advance Eastwards to Burma[16]
- 17 Demetrius Charles Boulger: Lord William Bentinck[17]
- 18 Lionel James Trotter: Lord Auckland[18]
- 19 Charles Hardinge, 2. Viscount Hardinge: Viscount Hardinge and the Advance of the British Dominions into the Punjab[19]
- 20 Lepel Griffin: Ranjit Singh and the Sikh Barrier between Our Growing Empire and Central Asia[20]
- 21 William Wilson Hunter: The Marquess of Dalhousie and His Work in India[21]
- 22 Sir Richard Temple, 1. Baronet: James Thomason[22]
- 23 Auckland Colvin: John Russell Colvin – The Last Lieutenant-Governor of the North-West under the Company[23]
- 24 James John McLeod Innes: Sir Henry Lawrence – The Pacificator[24]
- 25 Owen Tudor Burne: Clyde and Strathnairn – The Suppression of the Great Revolt[25]
- 26 Henry Stewart Cunningham: Earl Canning and the Transfer of India from the Company to the Crown[26]
- 27 Charles Umpherston Aitchison: Lord Lawrence[27]
- 28 William Wilson Hunter: The Earl of Mayo[28]